# Олигоспермия
Олигоспермията е състояние, което се характеризира с малко на брой сперматозоиди в еякулата.
Според Световната здравна организация оптималният брой сперматозоиди вълзиза на поне 15 милиона на милилитър еякулат. Ако те са по-малко, може да се говори за олигоспермия. Състоянието не бива да се бърка с аспермията, при която организмът не произвежда сперматозоиди.

## Причини
Най-честите причини са:
- разширени вени в скротума;
- инфекция;
- травма;
- прием на лекарства;
- хормонални проблеми;
- затлъстяване;
- тютюнопушене и употреба на алкохол.

Репродуктивната способност при лека олигоспермия обикновено не е нарушена.